# 新庫利納
47°43′23″N 29°20′53″E / 47.72306°N 29.34806°E
新庫利納（烏克蘭語：Нова Кульна）是位於烏克蘭西南部的村莊，由敖德萨州波季利斯克区的庫亞利尼克市鎮負責管轄。該村始建於1907年，面積0.72平方公里，海拔高度102米，2001年人口216，人口密度每平方公里300人。